# Веллі-Форд (Каліфорнія)
Веллі-Форд (англ. Valley Ford) — переписна місцевість (CDP) в США, в окрузі Сонома штату Каліфорнія. Населення — 148 осіб (2020).

## Географія
Веллі-Форд розташоване за координатами 38°19′28″ пн. ш. 122°54′53″ зх. д. / 38.32444° пн. ш. 122.91472° зх. д. (38.324560, -122.914733).  За даними Бюро перепису населення США в 2010 році переписна місцевість мала площу 6,84 км², уся площа — суходіл.

## Демографія
Згідно з переписом 2010 року, у переписній місцевості мешкало 147 осіб у 57 домогосподарствах у складі 35 родин. Густота населення становила 21 особа/км².  Було 67 помешкань (10/км²).
Расовий склад населення:
| - 71,4 % — білих - 0,7 % — чорних або афроамериканців - 22,4 % — осіб інших рас |

До двох чи більше рас належало 5,4 %. Частка іспаномовних становила 35,4 % від усіх жителів.
За віковим діапазоном населення розподілялося таким чином: 23,8 % — особи молодші 18 років, 60,6 % — особи у віці 18—64 років, 15,6 % — особи у віці 65 років та старші. Медіана віку мешканця становила 39,5 року. На 100 осіб жіночої статі у переписній місцевості припадало 116,2 чоловіків;  на 100 жінок у віці від 18 років та старших — 115,4 чоловіків також старших 18 років.
Цивільне працевлаштоване населення становило 81 осіб. Основні галузі зайнятості: мистецтво, розваги та відпочинок — 39,5 %, роздрібна торгівля — 32,1 %, оптова торгівля — 16,0 %, виробництво — 12,3 %.